# Zagreb United
Zagreb United politički je savez koji okuplja političke stranke i nezavisne liste koje podržavaju Davora Bernardića kao kandidata za gradonačelnika Grada Zagreba na lokalnim izborima 2025. Savez čine Bernardićeva nezavisna lista Servus Zagreb, NL Dine Dogan, Fokus, HNS, HSLS, Socijaldemokrati, NL Ujedinjena Dubrava i HSS braće Radić.
Služebeno pradstavljanje saveza organizirano je 24. travnja 2025. u Hotelu Westin.

## Rezultati izbora
Na zagrebačkim lokalnim izborima 2025. sudjeluju stranke:
- Bernardić Davor – Nezavisna lista Servus Zagreb
- Dina Dogan – nezavisna lista
- Fokus
- HNS
- HSLS
- Socijaldemokrati

| Izbori       | Kandidat        | Prvi krug    | Prvi krug | Drugi krug   | Drugi krug | Rezultat |
| Izbori       | Kandidat        | Broj glasova | %         | Broj glasova | %          | Rezultat |
| ------------ | --------------- | ------------ | --------- | ------------ | ---------- | -------- |
| Zagreb 2025. | Davor Bernardić | 19 311       | 6,87      | nije uspio   | nije uspio | 4.       |

| Izbori       | Broj birača | %    | Broj zastupnika u skupštini | Promjena | Dio Vlade? |
| ------------ | ----------- | ---- | --------------------------- | -------- | ---------- |
| Zagreb 2025. | 20 133      | 7,20 | 4 / 47                      | 2        | oporba     |